# Sân bay quốc tế Albany
Sân bay quốc tế Albany (IATA: ALB, ICAO: Kalb, FAA LID: ALB) là một sân bay công cộng bảy dặm (11 km) về phía tây bắc của Albany, quận Albany, New York, Hoa Kỳ. Nó thuộc sở hữu của Cơ quan sân bay quận Albany.
Nó là một Airport of Entry tại thị trấn Colonie. Nó được xây dựng trên các vị trí của khu định cư Shaker khoảng 6 dặm (10 km) về phía bắc của Albany và kéo dài về phía bắc đến các thôn, bản của Verdoy. Sân bay được xếp hạng không phận C. 